# Expo Silesia
Торгово-выставочный центр Expo Silesia (Экспо Силезия) - ярмаркa, которые существовали выставочный и конференц-центр c 2008 по 2021 гг., расположенный в районе Загуж Сосновца на улице Браци Мерошевских, 124, является крупнейшим объектом подобного типа в агломерации Силезско-Заглабец, в Силезском воеводстве.

## Выставочные залы
Центр предложил своим экспонентам 13,5 тысяч. м выставочной площади в кондиционируемом павильоне 20 тыс. кв. кв. м внешней выставочной площади , автостоянки на 1500 машин  и конференц-центр, способный обслужить до 8060 гостей , конференц-залы, которые можно было разделить на меньшие модули на 50-400 человек. В виде банкетного или концертного зала залы могли вместить до 14 000 человек.

## Место расположения
Выставочный центр Expo Silesia расположен в районе Загужа города Сосновец, прямо на границе с городом Домброва-Гурнича, , 12 км от Катовиц. Центр находился очень близко к важнейшим дорогам и коммуникационным узлам Силезского воеводства, в том числе:
- прямо у национальной дороги № 94
- 3 км от трассы S1 ( E75 ) ( восточная объездная дорога )
- 16 км от автострады А4

Рядом находятся 2 самых важных аэропорта на юге Польши:
- аэропорт в Пыжовице - 23 км
- Аэропорт Краков-Балице - 68 км

## Избранные ярмарочные события
- Международная выставка сварки ExpoWelding - с 2008 г. [4]
- Международная выставка станков, инструментов и технологий обработки Toolex - с 2008 г. [5]
- Транспортно-экспедиционная ярмарка
- Ярмарка туристического транспорта
- Ярмарка общественного транспорта
- Ярмарка масел, смазок и технологических жидкостей для промышленности
- Ярмарка методов и инструментов для виртуализации процессов

2 апреля 2021 года заключено соглашение о переносе места проведения выставок ExpoWELDING, Toolex и EXPOGołębie в международный конгресс-центр в Катовице.

## Сноски
1. ↑  Strona główna - Centrum Targowo-Konferencyjne Expo Silesia w Sosnowcu. www.polska.travel. Дата обращения: 2 ноября 2020. Архивировано 29 ноября 2020 года.
2. ↑  Expo Silesia (рус.). Exponet.
3. ↑  Expomap. Expo Silesia Exhibition Centre.
4. ↑  Expo Silesia (англ.). 10times.com. Дата обращения: 2 ноября 2020. Архивировано 21 октября 2020 года.
5. ↑  Expo Silesia - Dział e-marketingu. EXPO SILESIA - Centrum Targowo-Konferencyjne w Sosnowcu - Targi, Eventy, Konferencje - wynajem obiektu i sal konferencyjnych (пол.). exposilesia.pl. Дата обращения: 8 августа 2017. Архивировано из оригинала 8 августа 2017 года.
6. ↑  International Congress Centre in Katowice conferences, congresses, exhibitions, concerts and sport events (англ.). Дата обращения: 2 июля 2021. Архивировано 9 июля 2021 года.
7. ↑  ExpoWELDING - EXPO SILESIA (англ.). Дата обращения: 2 июля 2021. Архивировано 9 июля 2021 года. TOOLEX - EXPO SILESIA (англ.). Дата обращения: 2 июля 2021. Архивировано 9 июля 2021 года. EXPOGołębie - EXPO SILESIA (англ.). Дата обращения: 2 июля 2021. Архивировано 9 июля 2021 года.